# Anthony Barber
Anthony Perrinott Lysberg Barber, baron Barber (ur. 4 lipca 1920 w Doncasterze, zm. 16 grudnia 2005 w Suffolk) – brytyjski polityk, działacz Partii Konserwatywnej, minister w rządach Aleca Douglasa-Home’a i Edwarda Heatha.

## Życiorys
Był trzecim synem Johna Barbera i jego żony Musse, z pochodzenia Dunki. Jego braćmi byli Noel Barber, dziennikarz i pisarz, oraz Kenneth Barber, sekretarz Midland Banku. Anthony odebrał wykształcenie w King Edward VI's Grammar School w Retford. Tuż przed wybuchem II wojny światowej wstąpił do King’s Own Yorkshire Light Infantry. W 1939 r. został przydzielony do Królewskiej Artylerii Armii Terytorialnej. Walczył we Francji w szeregach Brytyjskiego Korpusu Ekspedycyjnego i został ewakuowany z Dunkierki.
Następnie służył jako pilot RAF w sekcji rozpoznania lotniczego. Podczas lotu 25 stycznia 1943 skończyło mu się paliwo i musiał przymusowo lądować niedaleko Mont St Jean. Trafił do niemieckiej niewoli i został umieszczony w Stalagu Luft III w Żaganiu, skąd próbował wielokrotnie uciec (raz udało mu się dotrzeć aż do Danii). Został za to wymieniony w rozkazie dziennym. Przebywając w niewoli za pośrednictwem Czerwonego Krzyża podjął studia prawnicze. Dyplom obronił po wojnie na Oksfordzie. Uzyskał również tytuł z filozofii, politologii i ekonomii na Oriel College oraz stypendium w Inner Temple. W 1948 r. został barristerem ze specjalizacją w prawie podatkowym.
W 1950 ubiegał się po raz pierwszy o mandat w Izbie Gmin z okręgu Doncaster, ale przegrał wybory różnicą 878 głosów. Barber został deputowanym rok później w przyspieszonych wyborach. W 1952 został parlamentarnym prywatnym sekretarzem George’a Warda, podsekretarza stanu w ministerstwie lotnictwa. Był nim do 1958. Równocześnie w latach 1955-1958 był młodszym whipem rządowym. W latach 1958–1959 był parlamentarnym prywatnym sekretarzem premiera Macmillana. W 1959 został ekonomicznym sekretarzem skarbu. Po „nocy długich noży” w 1962 otrzymał stanowisko finansowego sekretarza skarbu. Od października 1963 do października 1964 pełnił funkcję ministra zdrowia w gabinecie sir Aleca Douglasa-Home.
Barber stracił miejsce w Izbie Gmin po przegranych wyborach przez konserwatystów 1964. Do parlamentu powrócił jednak już rok później, wygrywając wybory uzupełniające w okręgu Altrincham and Sale. W tym samym roku kierował kampanią wyborczą Edwarda Heatha na lidera Partii Konserwatywnej. W 1967 został przewodniczącym partii. Po wygranych wyborach w czerwcu 1970 został powołany na stanowisko Kanclerza Księstwa Lancaster. Na tym stanowisku Barber odpowiadał za negocjacje dotyczące członkostwa Wielkiej Brytanii w EWG.
Po nagłej śmierci Iaina Macleoda w lipcu 1970 Barber został powołany na stanowisko kanclerza skarbu. Był rzecznikiem liberalizacji systemu bankowego, wprowadził do brytyjskiego systemu podatkowego VAT. Zredukował również podatki bezpośrednie. Po porażce konserwatystów w 1974 Barber utracił stanowisko rządowe. W styczniu 1975 został mianowany dożywotnim członkiem Izby Lordów z tytułem barona Barber. Był również członkiem Tajnej Rady.
W latach 1974–1987 pełnił funkcję przewodniczącego Standard Chartered Bank. Pod koniec życia cierpiał na chorobę Parkinsona. Zmarł w grudniu 2005, w wieku 85 lat.